# Quando, quando, quando
"Quando, quando, quando" (phát âm [ˈkwando ˈkwando ˈkwando]) là một bài hát tiếng Ý từ năm 1962, theo phong cách bossa nova, nhạc được viết bởi Tony Renis và lời bởi Alberto Testa. Bản nhạc ban đầu được thu âm qua 2 phiên bản được trình bày bởi Tony Renis và Emilio Pericoli, tranh giải tại đại nhạc hội Sanremo trong năm 1962, nơi nó chỉ đạt được hạng 4, tuy nhiên sau này rất thành công về mặt thương mại ở Ý, được đầu bảng Musica e dischi về dĩa đơn.
Ca sĩ Mỹ Pat Boone, thu âm bài này cũng trong năm 1962, hát lời tiếng Anh viết bởi Ervin Drake.
Bài hát này là một trong những bài được bán chạy nhất như dĩa đơn trong mọi thời đại, với hơn 50 triệu đĩa.